# Wegedoorn
De wegedoorn (Rhamnus cathartica) is een struik uit de wegedoornfamilie (Rhamnaceae). De plant lijkt een beetje op sporkehout (Frangula alnus).

## Etymologie
Rhamnus is afgeleid van het Griekse "rhamnos" (naaien of steken), een verwijzing naar de dorens. De soortaanduiding cathartica stamt van het Griekse "katharein" (reinigen), een verwijzing naar de laxerende werking.

## Verspreiding
De wegedoorn is inheems in Europa met inbegrip van zuidelijk Zweden, Ierland, Wales en Engeland, Noordwest-Afrika (Marokko, Algerije, Tunesië), en Westelijk Azië, zuidelijk tot noordelijk Turkije en noordelijk Iran, oostelijk tot Kirgizië. De soort is ook ingeburgerd in Noord-Amerika, grofweg in de noordelijke helft van de Verenigde Staten en het uiterste zuiden van Canada, maar nog niet in het uiterste westen. De wegedoorn komt vooral voor in bossen en aan bosranden en in struikgewas. De wegedoorn komt in Nederland plaatselijk vrij veel voor op leemgronden in het zuidoosten, in beek- en rivierdalen, en in de duinen van Zuid-Holland, met name op Voorne, maar in de duinen van Noord-Holland en de rest van het land is de soort schaars. In België is hij plaatselijk vrij algemeen in het Maasgebied, in Lotharingen, en in de duinen (vooral ten westen van de IJzer), en komt hier en daar voor in Oost-Vlaanderen, Brabant en in de Kempen.

## Beschrijving
Wegedoorn is een bladverliezende, lage of middelhoge struik of kleine boom. Het kernhout is roodachtig bruin terwijl het spinthout geel is. De zijtakken en bladeren staan bijna kruiswijs tegenover elkaar. De stam is grijs met veel lenticellen. De jonge takken hebben een strobruine kleur, zijn dun en recht. Meestal lopen de tweejarige takken uit in een slanke doorn, met aan weerszijden een jongere tak, vandaar de treffende Duitse naam "Kreuzendorn". De winterknoppen zijn bedekt met zes tot acht bruinzwarte, lichtgerande schubben. De bladeren zijn verschillend van vorm, cirkelvormig tot langwerpig, met een toegespitste top, een fijngezaagde rand, een wigvormige of afgeknotte voet, en soms zijn de bladhelften ongelijk zoals bij de iep, en hebben een lange bladsteel. De zes tot tien paren van prominent gegroefde nerven zijn aan de onderkant licht donzig behaard. Ze staan verspreid langs de stengels. De bloemen zijn klein, stervormig met vier groengele driehoekige bloemblaadjes, meestal functioneel eenslachtig en staan samen in de bladoksels. Wegedoorn bloeit in mei en juni en wordt door insecten bestoven. De vrucht is een kleine bes (eigenlijk een meerkernige steenvrucht) van 6-10 mm in diameter die rijpt direct van groen naar zwart, met vier steenkernen elk met een zaad.

### Verschillen met sporkehout
Sporkehout verschilt van wegedoorn doordat het blad een constante vorm heeft, met twee gelijke helften, de bladrand gaaf is in plaats van fijngezaagd, de bladstand duidelijk verspreid is in plaats van bijna tegenoverstaand, de bloemen zijn vijftallig en tweeslachtig in plaats van viertallig en functioneel eenslachtig, de plant eenhuizig is, de takken niet uitlopen in een doorn, de winterknoppen naakt zijn, en de halfrijpe bessen rood zijn in plaats van van groen direct zwart te worden.

## Ecologie
Wegedoorn prefereert een kalkhoudende grond en is een kensoort voor de klasse van doornstruwelen (Rhamno-Prunetea). De wegedoorn groeit vaak samen met de eenstijlige en tweestijlige meidoorn, en in Oost-Nederland de wilde kardinaalsmuts. De plant is waardplant voor de dagvlinders citroenvlinder en boomblauwtje. Ook een aantal motten leeft van het blad van deze heester zoals de wegedoornspanner (Philereme transversata), de grote boomspanner (Triphosa dubitata), de rossige haakbladroller (Ancylis obtusana), de bladroller Bont smalsnuitje (Phtheochroa sodaliana) en de vuilboomooglapmot (Bucculatrix frangutella) die het blad mineert. Tot slot is de wegedoorn nog een waardplant voor de wants Apolygus rhamnicola en de bladvlo Trichochermes walkeri. De bladeren van wegedoorn en sporkehout hebben vaak oranje zwellingen die worden veroorzaakt door kroontjesroest Puccinia coronata.

## Externe link

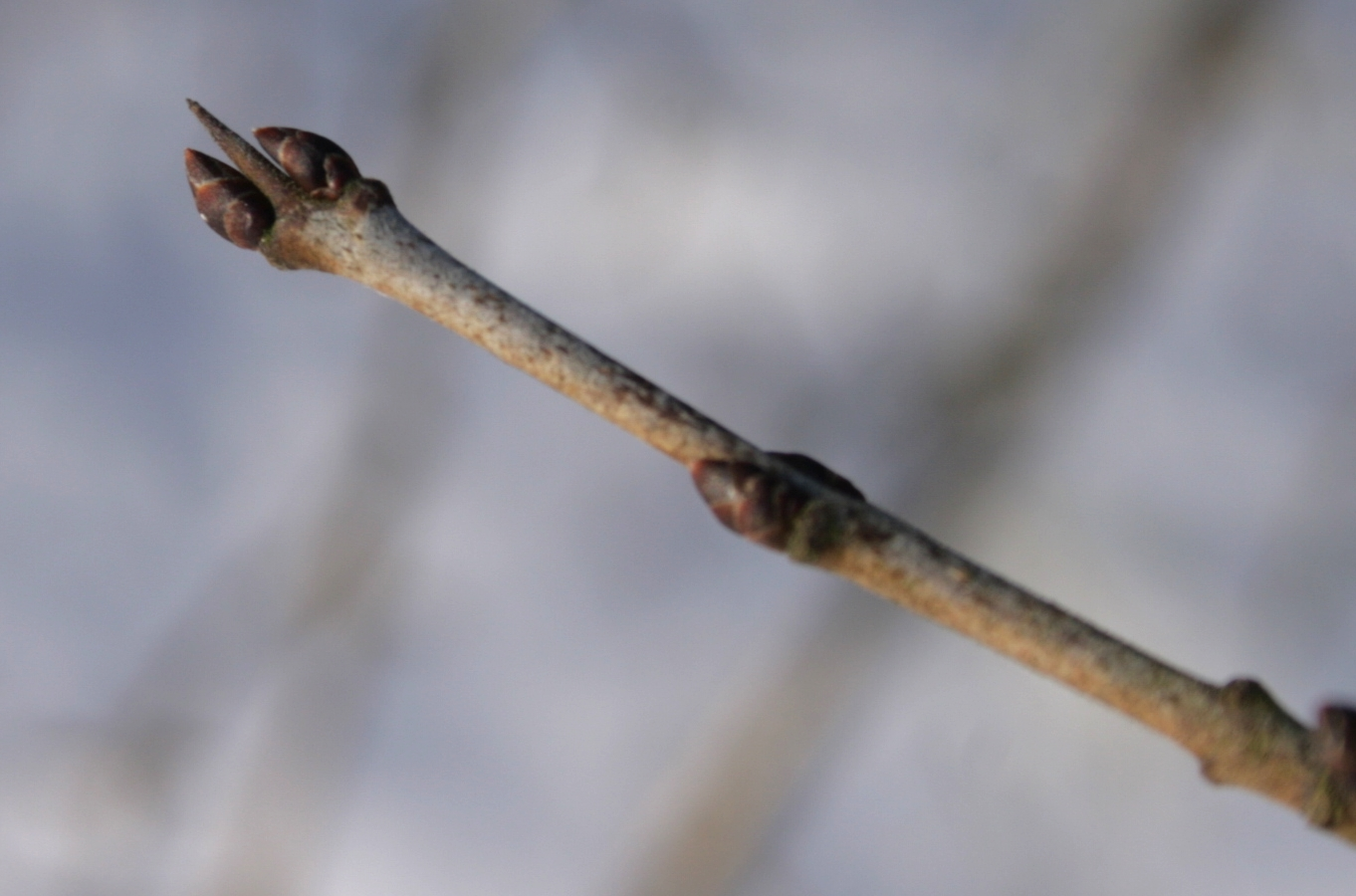
winterknoppen met doorn
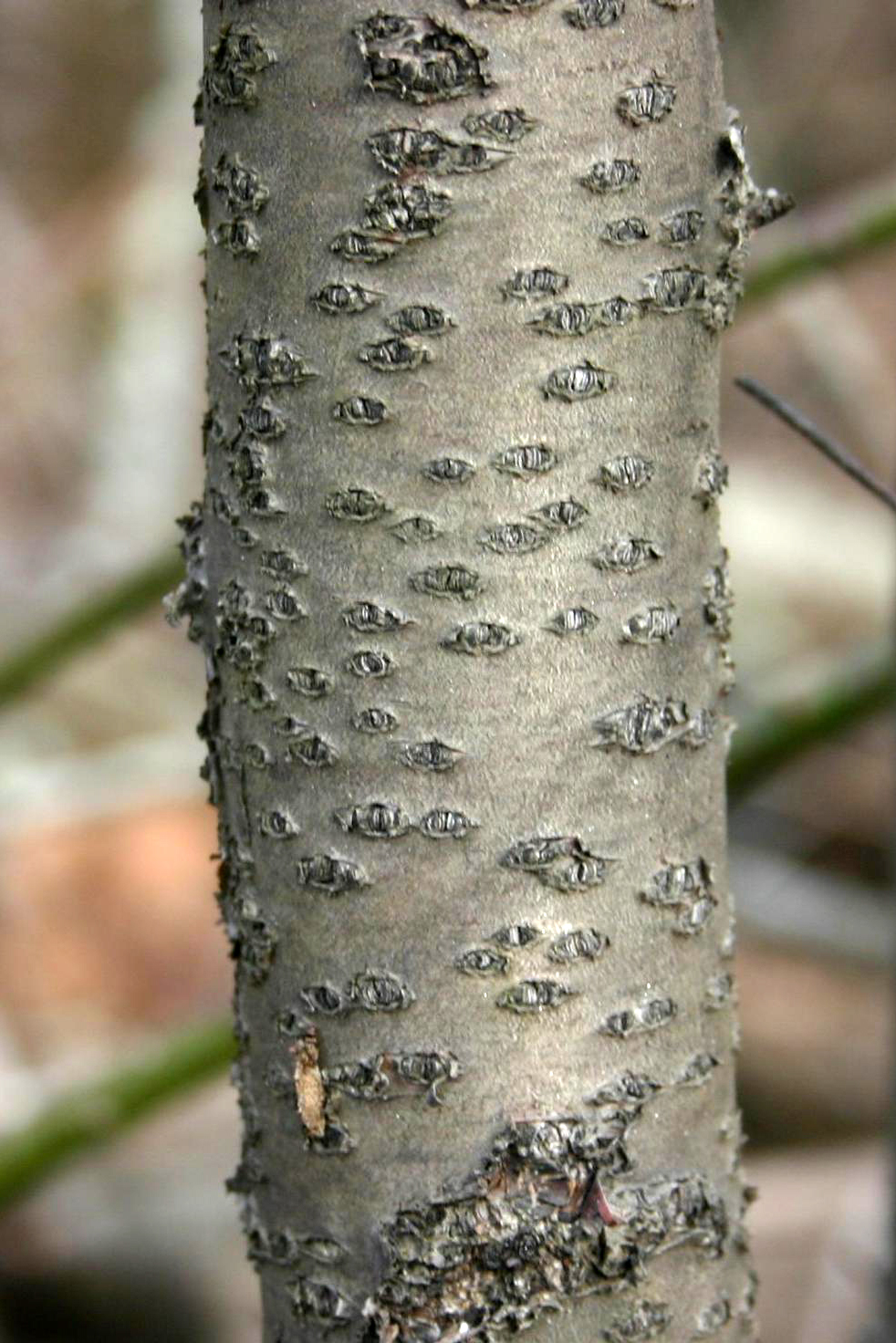
stam
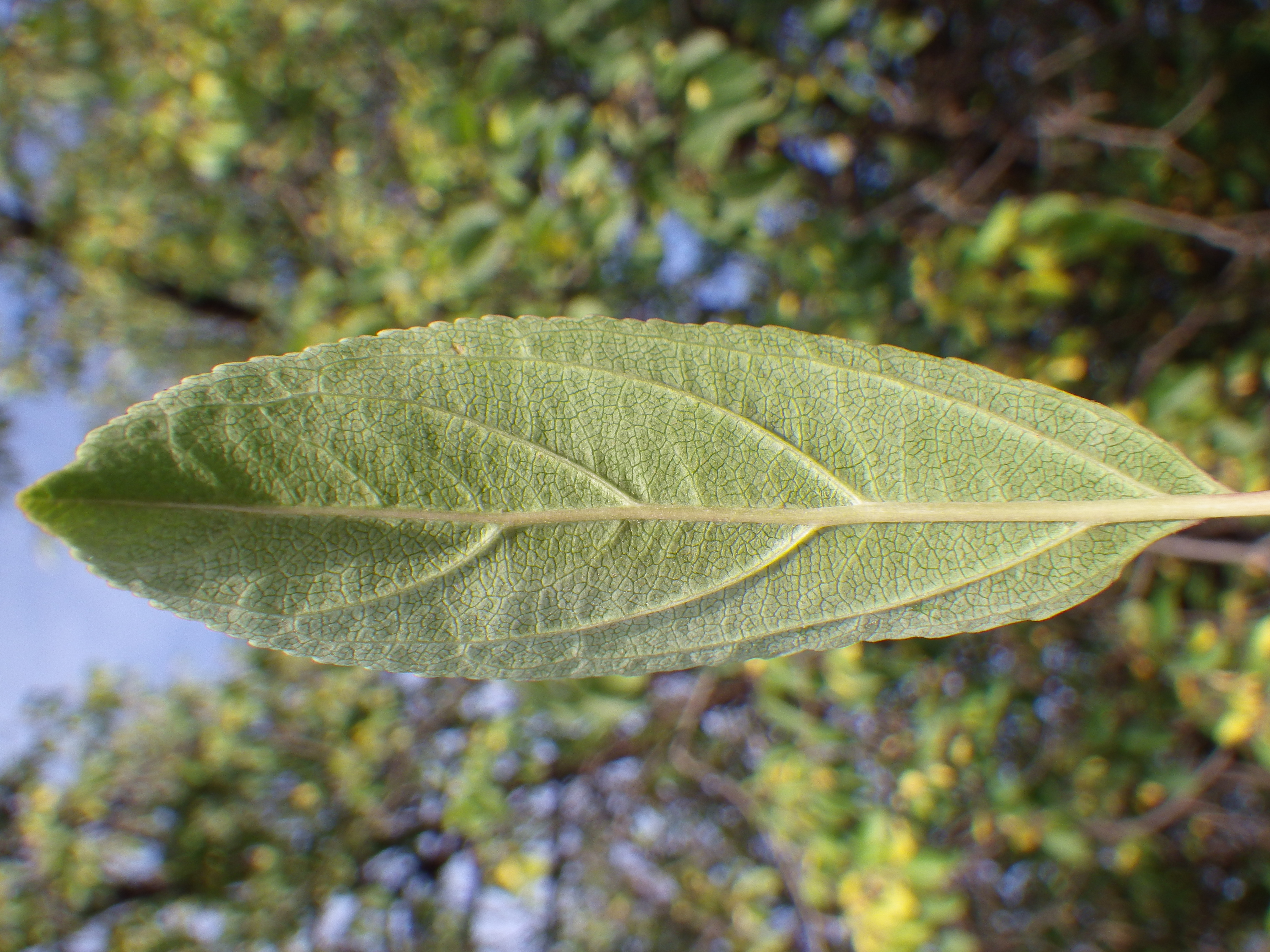
bladonderkant van cultivar
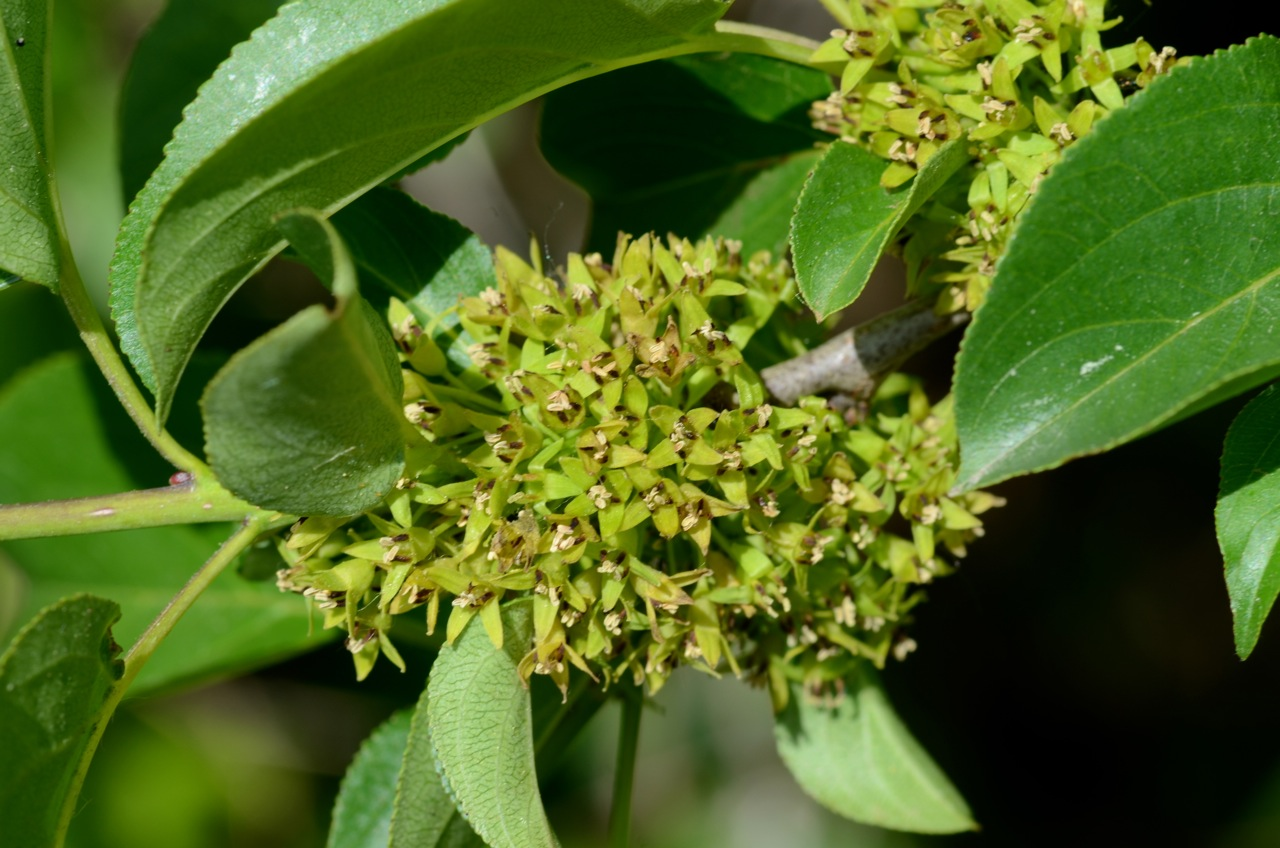
bloemen
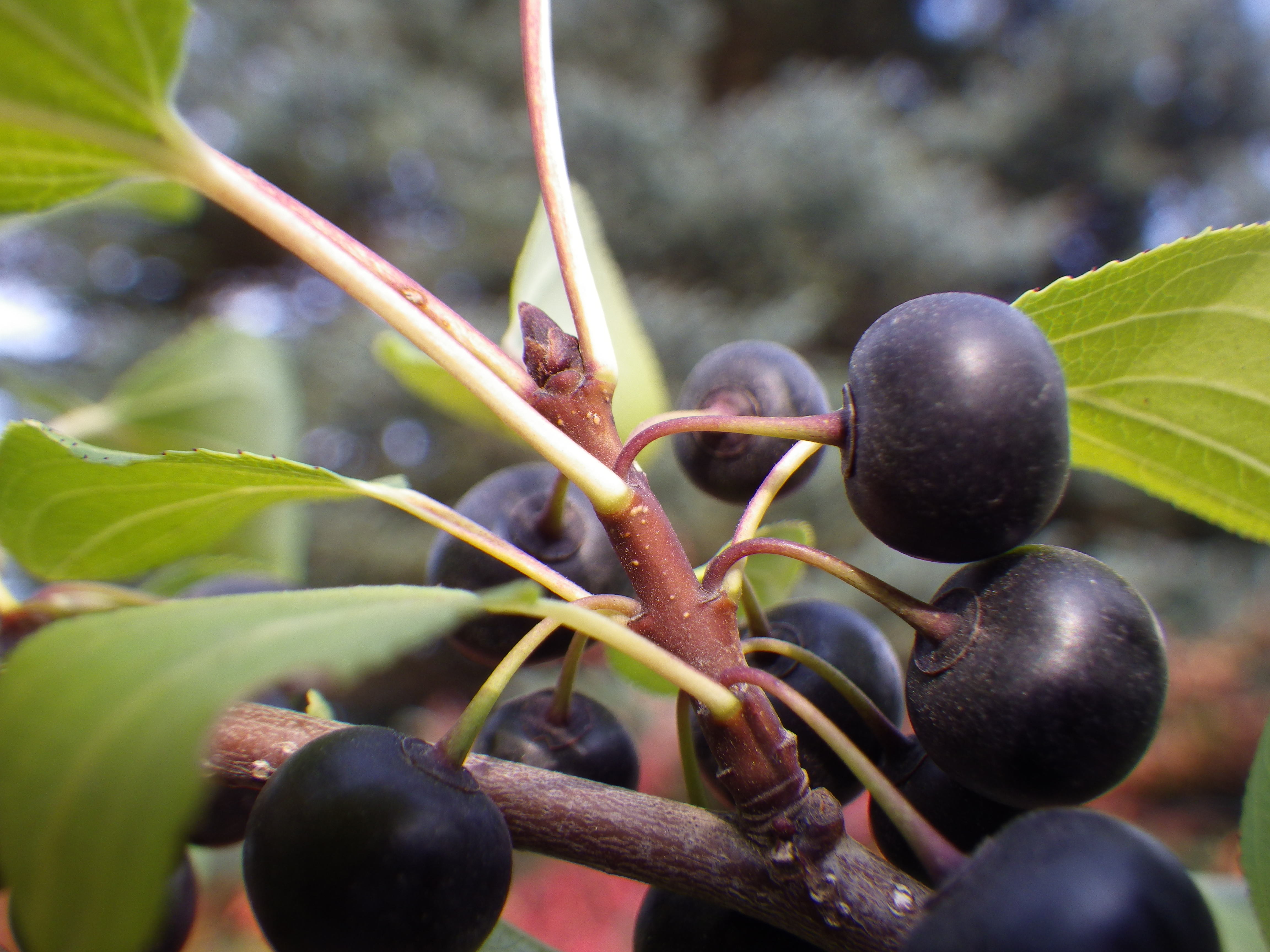
rijpe bessen
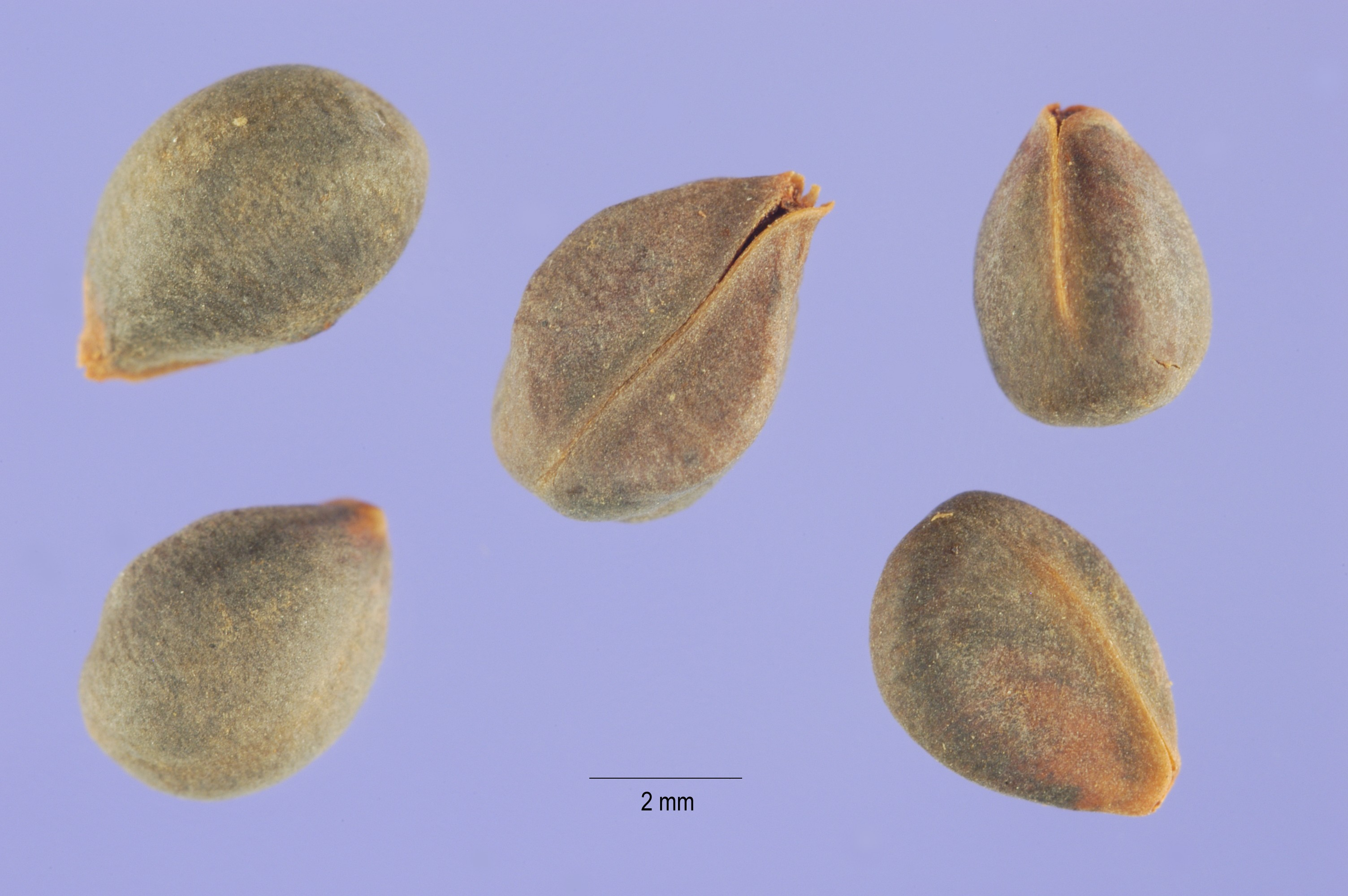
zaden
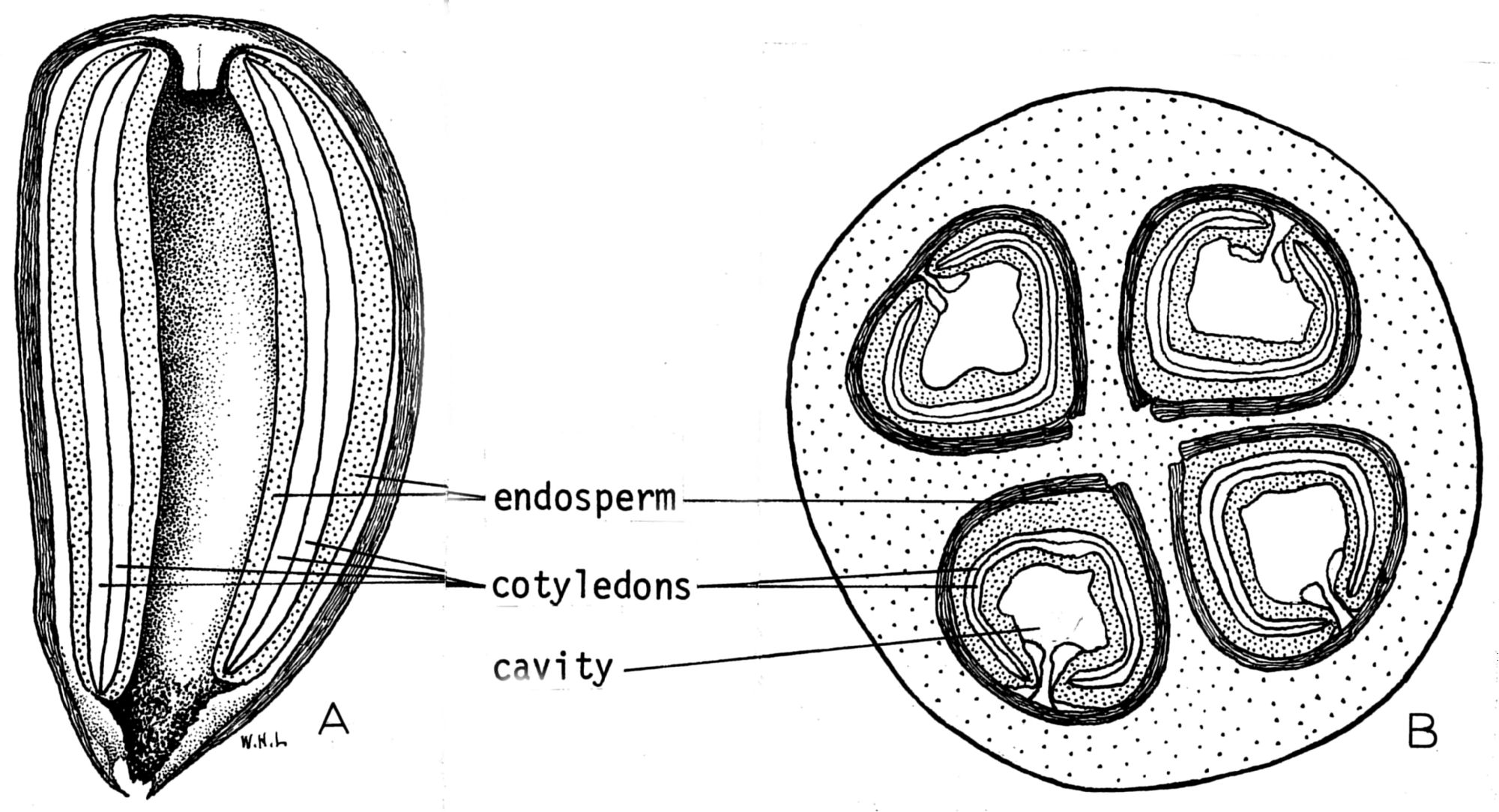
langsdoorsnede steenkern en dwarsdoorsnede vrucht
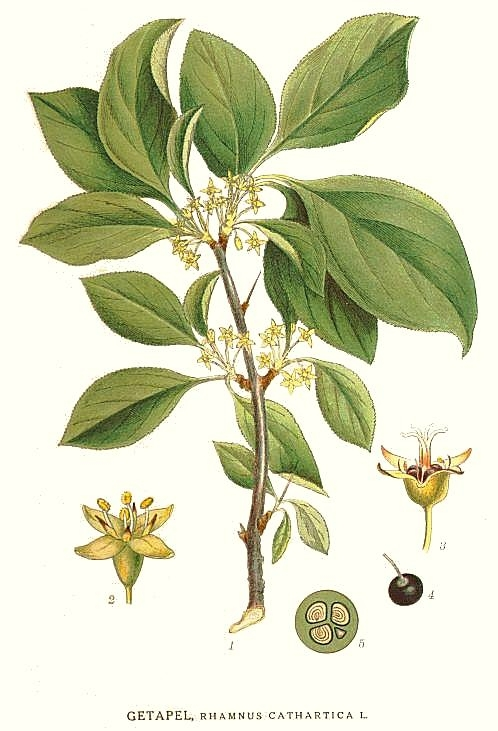
kleurenets tak